# Ciska Jansen

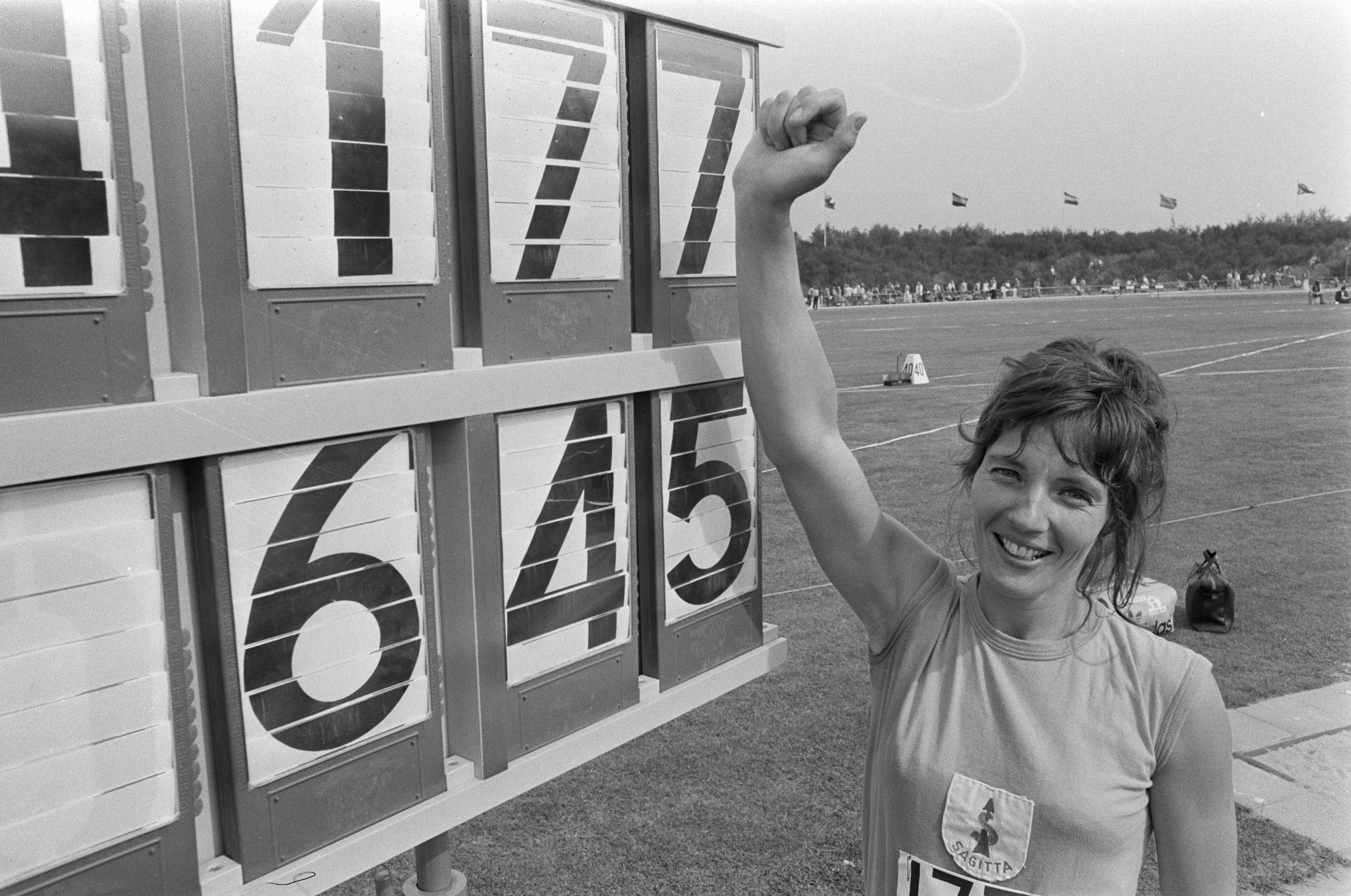
Bij het scorebord (1974)

Franciska Johanna (Ciska) Jansen (Amsterdam, 23 september 1944) is een Nederlandse voormalige atlete, die zich specialiseerde in de meerkamp. Daarnaast leverde zij vooral op de sprint en het verspringen aansprekende prestaties. Zij was van 1974 tot 1980 Nederlands recordhoudster bij het verspringen en had daarnaast ook jarenlang enkele nationale estafetterecords op haar naam staan. Zij nam eenmaal deel aan de Olympische Spelen.

## Loopbaan

### Eerste prestaties en verhuizing van Aruba
De atletiekloopbaan van Jansen kende een grillig verloop. In 1960 begonnen als jeugdatlete, kwam haar aanleg voor met name de sprint- en springonderdelen al snel aan het licht. Dat leidde ertoe dat zij reeds in 1962 in de nationale meisjesploeg terechtkwam. Daar bleef het voorlopig bij, want vanwege haar huwelijk met middellangeafstandsloper Harry Janssen en de hierop volgende geboorte van een dochter onderbrak zij tussen 1964 en 1966 haar atletiekactiviteiten.
In 1966 pakte zij haar sport weer op en veroverde zij haar eerste medaille op Nederlandse seniorenkampioenschappen door tweede te worden bij het verspringen. Een jaar later illustreerde zij haar veelzijdigheid met een eerste nationale titel op de 400 m en zilver op de vijfkamp tijdens het NK meerkamp. Vooral deze laatste prestatie maakte haar tot een kandidate voor deelname aan de Olympische Spelen van 1968 in Mexico. Dit leidde ertoe dat het plan van het echtpaar Janssen om naar Aruba te verhuizen, waar het stel een sportzaak met Adidas-producten wilde opstarten, moest worden uitgesteld. Het jaar erna werd Jansen Nederlands kampioene op de vijfkamp. Met het behaalde totaal van 4634 punten voldeed zij echter niet aan de kwalificatie-eis voor uitzending naar Mexico. Deelname aan de Spelen ging hiermee niet door en dus verhuisde het gezin Janssen in plaats hiervan in 1968 naar Aruba.

### Comeback en verspringrecords
In Aruba ging in eerste instantie alle aandacht uit naar het opzetten van de sportzaak en kwam atletiek op de tweede plaats. Bovendien raakte Jansen opnieuw in verwachting, waarna in 1970 zoon Miguel Janssen geboren, de latere meervoudige sprintkampioen.
Intussen kreeg de atletiekambitie gaandeweg opnieuw de overhand. Dit leidde in 1974 tot deelname namens Aruba aan de Centraal-Amerikaanse en Caraïbische Spelen, waar zij uitkwam op de vijfkamp. Die won zij, niet in het minst tot haar eigen verrassing. Deze prestatie gaf een dusdanige impuls aan haar motivatie, dat zij terugkeerde naar Nederland, waar zij zich concentreerde op het verspringen. Dat resulteerde om te beginnen in een evenaring van het nationale record van 6,35 m, daterend uit 1967, waarna zij dit op de NK op Papendal verder aanscherpte tot 6,45. Vervolgens nam zij deel aan de Europese kampioenschappen in Rome, waar zij zich bij het verspringen met een verdere verbetering van haar eigen nationale record tot 6,47 kwalificeerde voor de finale. Hierin kwam zij echter niet tot een geldige sprong.
In 1975 maakte Jansen vanwege een langdurige enkelblessure weinig progressie, al wist zij toch nog een keer 6,43 te springen.

### Deelname aan OS 1976
In 1976 verbeterde Jansen zich in de aanloop naar de Olympische Spelen in Montreal opnieuw door haar eigen record verder bij te stellen tot 6,53, waarmee zij zich voor die Spelen kwalificeerde. Daar bleef zij met een beste sprong van 6,10 steken in de kwalificatieronde en eindigde zij als achttiende. Na thuiskomst kwam zij in het ziekenhuis terecht, waar reuma werd geconstateerd, waardoor ze stopte met haar atletiekcarrière. In 1981 maakte zij haar rentree tijdens de Nederlandse atletiekkampioenschappen.

### Mastersrecord
Na haar 40e maakte Jansen op 7 juli 1985 een sprong van 6,41 m, waarmee ze het vorige record in de leeftijdscategorie 40-44, dat stond op naam van Helen Searle, met 52 cm verbeterde. Haar record bleef bijna vijftien jaar ongebroken staan en werd op 26 juni 2000 gebroken door Vera Olenchenko.

## Kampioenschappen

### Internationale kampioenschappen
| Onderdeel | Titel                                               | Jaar |
| --------- | --------------------------------------------------- | ---- |
| vijfkamp  | Centraal-Amerikaanse en Caribische Spelen kampioene | 1974 |

### Nederlandse kampioenschappen
| Onderdeel   | Jaar |
| ----------- | ---- |
| 400 m       | 1967 |
| verspringen | 1974 |
| vijfkamp    | 1968 |

## Persoonlijke records
| Onderdeel    | Prestatie      | Datum            | Plaats        |
| ------------ | -------------- | ---------------- | ------------- |
| 400 m        | 55,2 s         | 29 juli 1967     | Eschweiler    |
| hoogspringen | 1,71 m         | 5 juli 1974      | Middlesbrough |
| verspringen  | 6,53 m (ex-NR) | 9 juni 1976      | Papendal      |
| kogelstoten  | 13,77 m        | 24 augustus 1974 | Utrecht       |
| vijfkamp     | 4306 p         | 5 juli 1974      | Middlesbrough |

## Palmares

### 100 m
- 1968: 6e NK – 12,1 s

### 400 m
- 1967:  NK – 55,8 s

### verspringen
- 1966:  NK – 5,85 m
- 1974:  NK – 6,45 m (NR)
- 1974: NM in fin. EK in Rome (in kwal. 6,47 m = NR)
- 1976: 18e in kwal. OS – 6,10 m
- 1981: 6e NK – 5,76 m
- 1982:  NK – 6,16 m
- 1983:  NK indoor – 5,86 m

### vijfkamp
- 1967:  NK – 4427 p
- 1968:  NK – 4634 p
- 1974:  CAC-Spelen – 4014 p
- 1974: 14e EK – 4151 p

## Onderscheidingen
- Unie-erekruis in goud van de KNAU - 1976